# Anette Belander
Ingrid Anette Belander, född 25 maj 1972 i Östersund, är en svensk musikalartist, skådespelerska och röstskådespelare. Hon är utbildad via musikalartistlinjen på Balettakademien i Göteborg, samt även vid Stockholms dramatiska högskola. Inom musikalens värld har hon bland annat medverkat i My Fair Lady, Singin' in the Rain, Jesus Christ Superstar, Miss Saigon, Livet är en schlager, La Cage aux folles och Billy Elliot.